# Кенет Брана
Сер Кенет Чарлс Брана (енгл. Kenneth Charles Branagh; рођен 10. децембра 1960) је глумац и режисер пореклом из Северне Ирске.

## Биографија
Брана је рођен као друго од троје деце у радничкој породици протестантске вере од мајке Франсес (девојачко Харпер) и оца Вилијама Бране. Отац му је имао столарску радионицу, специјализовану за спуштене плафоне. У деветој години, Брана се, са породицом, преселио у Рединг у Енглеску да би избегао „Невоље“.
Брана је почасни председник Северноирског Савета за добровољни рад (NICVA). Добио је почасни докторат за књижевност од Краљичиног Универзитета у Белфасту 1990. године.
Био је у браку са Емом Томпсон од 1989. до 1995. године и за то време њих двоје су глумили у неколико филмова, између осталих у екранизацијама Шекспирових дела које је режирао Брана. Након развода започео је везу са Хеленом Бонам Картер. Брана и Картер су наступили заједно у филму Франкенштајн. По раскиду те везе склопио је брак са Линдзи Брунок 2003. године, са којом га је упознала управо Хелена Картер 1997. године.
Брана говори италијански језик и доживотни је навијач фудбалског клуба Тотенхем хотспур.

## Филмографија
| Улоге Кенета Бране                  |                             |               |                        |             |
| Година                              | Српски назив                | Изворни назив | Улога                  | Напомене    |
| 1981.                               | Ватрене кочије              |               | студент са Кембриџа    | непотписан  |
| 1987.                               | Месец дана на селу          |               | стуриџа                |             |
| 1989.                               | Хенри V                     |               | Хенри V Ланкастер      |             |
| 1991.                               | Поново мртав                |               | Мајк Черч/Роман Страус |             |
| 1992.                               | Питерови пријатељи          |               | Ендру Бенсон           |             |
| 1993.                               | Много буке ни око чега      |               | Бенедик                |             |
| 1993.                               | Деца свинга                 |               | Хер Кноп               | непотписан  |
| 1994.                               | Франкенштајн                |               | др Виктор Франкенштајн |             |
| 1995.                               | Отело                       |               | Јаго                   |             |
| 1996.                               | Хамлет                      |               | Хамлет                 |             |
| 1998.                               | Заслепљени адвокат          |               | Рик Марградер          |             |
| 1998.                               | Теорија летења              |               | Ричард                 |             |
| 1998.                               | Позната личност             |               | Ли Сајмон              |             |
| 1998.                               | Предлог                     |               | Мајкл Макинон          |             |
| 1999.                               | Ванземаљски љубавни троугао |               | Стивен Честерман       | кратки филм |
| 1999.                               | Дивљи, дивљи запад          |               | др Арлис Лавлес        |             |
| 2000.                               | Узалудни љубавни труд       |               | Берон                  |             |
| 2000                                | Пут у Елдорадо              |               | Мигел (глас)           |             |
| 2000.                               | Како убити суседовог пса    |               | Питер Макгауен         |             |
| 2002.                               | Дуго путовање кући          |               | А. О. Невил            |             |
| 2002.                               | Хари Потер и Дворана тајни  |               | Гилдерој Локхарт       |             |
| 2004.                               | Петоро деце и то            |               | ујка Алберт            |             |
| 2007.                               | Њушкало                     |               | човек на телевизији    | непотписан  |
| 2008.                               | Операција Валкира           |               | Хенинг фон Тресков     |             |
| 2009.                               | Рок барка                   |               | сер Алистер Дорманди   |             |
| 2008–2015                           | Валандер                    |               | Керт Валандер          | ТВ серија   |
| 2011.                               | Моја недеља са Мерилин      |               | Лоренс Оливије         |             |
| 2014.                               | Џек Рајан: Регрут из сенке  |               | Виктор Черевин         |             |
| 2017.                               | Денкерк                     |               | командир Болтон        |             |
| 2017.                               | Убиство у Оријент експресу  |               | Херкул Поаро           |             |
| 2020.                               | Тенет                       |               | Андреј Сатор           |             |
| 2022.                               | Смрт на Нилу                |               | Херкул Поаро           |             |
| 2023.                               | Опенхајмер                  |               | Нилс Бор               |             |
| Филмови које је режирао Кенет Брана |                             |               |                        |             |
| 1989.                               | Хенри V                     |               | Хенри V Ланкастер      |             |
| 1991.                               | Поново мртав                |               | Мајк Черч/Роман Страус |             |
| 1992.                               | Питерови пријатељи          |               | Ендру Бенсон           |             |
| 1993.                               | Много буке ни око чега      |               | Бенедик                |             |
| 1994.                               | Франкенштајн                |               | др Виктор Франкенштајн |             |
| 1995.                               | Зимска прича                |               |                        |             |
| 1996.                               | Хамлет                      |               | Хамлет                 |             |
| 2000.                               | Узалудни љубавни труд       |               | Берон                  |             |
| 2006.                               | Чаробна фрула               |               | Милтон                 |             |
| 2006.                               | Како вам драго              |               | Милтон                 |             |
| 2007.                               | Њушкало                     |               | човек на телевизији    |             |
| 2011.                               | Тор                         |               |                        |             |
| 2014.                               | Џек Рајан: Регрут из сенке  |               | Виктор Черевин         |             |
| 2015.                               | Пепељуга                    |               |                        |             |
| 2017.                               | Убиство у Оријент експресу  |               | Херкул Поаро           |             |
| 2020.                               | Артемис Фаул                |               |                        |             |
| 2021.                               | Белфаст                     |               |                        |             |
| 2022.                               | Смрт на Нилу                |               | Херкул Поаро           |             |